# Caves peintes
Les caves peintes (caves painctes en français du XVIe siècle) sont un réseau de galeries creusées dans le coteau calcaire dans la commune française de Chinon, dans le département d'Indre-et-Loire.
L'entrée des caves peintes est inscrite comme monument historique le 19 avril 1932.

## Histoire
Le coteau calcaire de Chinon est creusé depuis l'Antiquité et jusqu'au XVIIIe siècle pour en extraire le tuffeau blanc ou jaune servant à la construction. Les caves s'étendent jusque sous le fort Saint-GeorgesLe site des caves peintes lui-même est exploité du XIIe au XVe siècle pour la construction du château qui le surplombe et des remparts de la ville.
François Rabelais mentionne l'existence des caves peintes dans le chapitre XXXV de son Cinquième Livre, indiquant qu'une peinture murale, près de l'entrée et aujourd'hui disparue, représente des scènes bacchiques ; c'est cette mention qui donne son nom au site.
L'entrée des caves peintes est inscrite comme monument historique par décret du 19 avril 1932.
Les caves peintes sont, au XXIe siècle, le lieu où se tiennent les chapitres de la Confrérie des bons entonneurs rabelaisiens qui en est propriétaire.

## Description

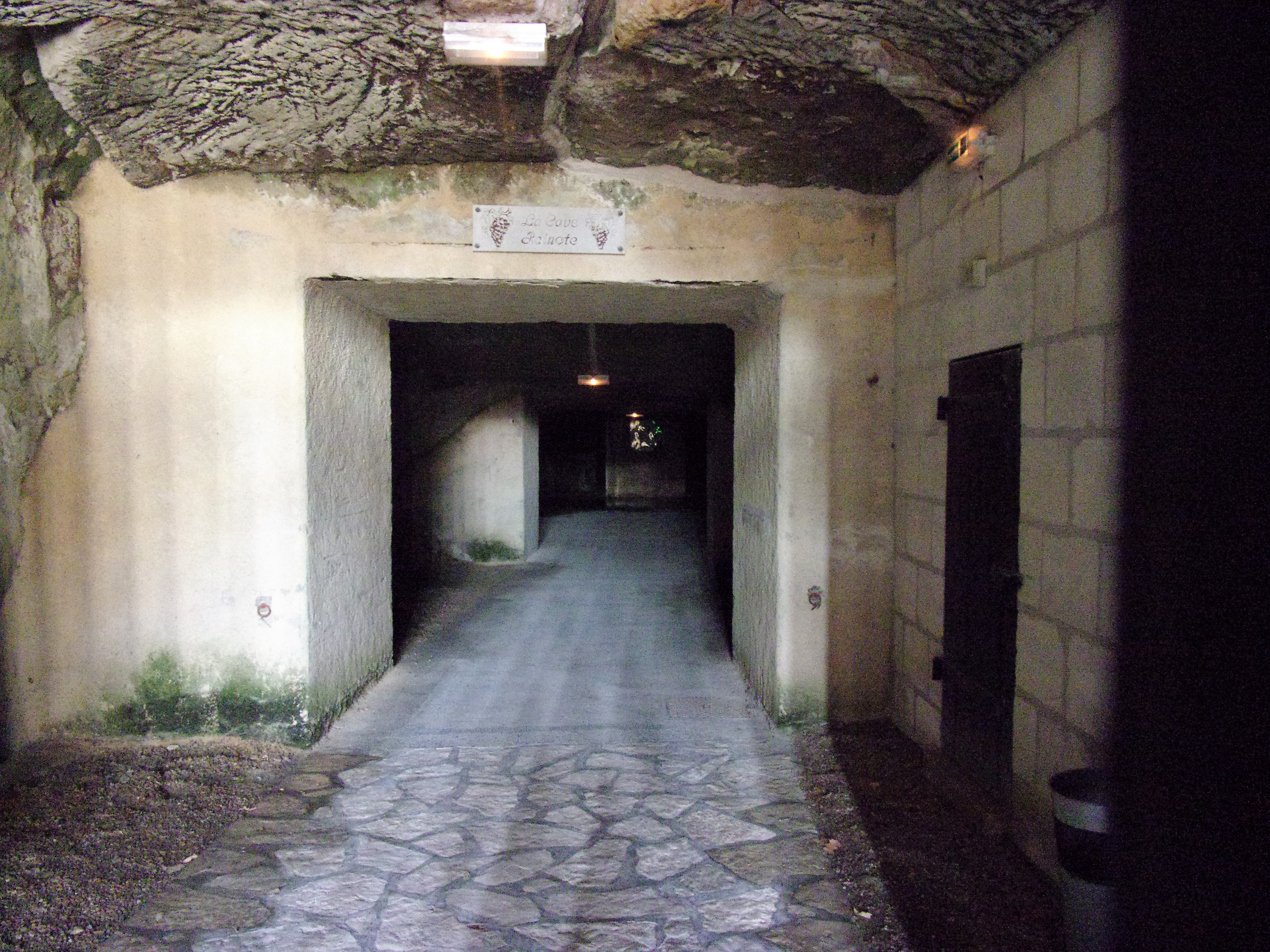
Vue partielle.

L'entrée principale des caves est marquée par une haute porte du XVe ou du XVIe siècle terminée par un arc brisé et dont les piédroits sont renforcés par des piliers.
Intérieurement, les caves sont constitués d'une succession de couloirs et de salles correspondant aux zones d'extraction du calcaire. Le suintement de l'eau au plafond de certaines salles provoque la formation de stalactites tandis qu'au sol les dépôts de calcite sont localement teintés en jaune par de la limonite.

## Pour en savoir plus